# ردا-ویدنبورک
شهر ردا-ویدنبورک (به آلمانی: Rheda-Wiedenbrück) در ایالت نوردراین-وستفالن در کشور آلمان واقع شده‌ است.